# Келли, Ян Кроуфорд
Ян Кроуфорд Келли (род. 1953, Чикаго, Иллинойс, США) — американский государственный деятель, дипломат.

## Биография
Келли получил образование в колледже святого Олафа и Северо-Западного университета и в Колумбийском университете, где он до прихода на дипломатическую службу преподавал русский язык и получил докторскую степень в области славистики и литературы. Он говорит на русском, итальянском, сербско-хорватском и турецком.
С 2010 по 2013 год работал в качестве представителя США при Организации по безопасности и сотрудничеству в Европе (ОБСЕ). До этого он работал представителем Государственного департамента США с 2009 по 2010 год.
12 марта 2015 года Президент США Обама назначил Келли преемником Ричарда Норланда на посту посла США в Грузии. Его кандидатура была утверждена Сенатом 25 июня, 11 сентября он дал присягу. В марте 2018 года он покинул пост посла и объявил об уходе с дипломатической службы.
После ухода из дипломатической службы Келли начал преподавать в департаменте Славянских языков и литературы Северо-Западного университета. Келли преподает два курса: "The Fall of the USSR and the Rise of Russia" и "Controlling the Russian Narrative, from Stalin to Putin".